# Jeanne Ashworth
Jeanne Chesley Ashworth (ur. 1 lipca 1938 w Burlington, zm. 4 października 2018 w Wilmington) – amerykańska łyżwiarka szybka, brązowa medalistka olimpijska.

## Kariera
Największy sukces w karierze Jeanne Ashworth osiągnęła w 1960 roku, kiedy zdobyła brązowy medal w biegu na 500 m podczas igrzysk olimpijskich w Squaw Valley. W zawodach tych wyprzedziły ją Helga Haase z NRD oraz Natalja Donczenko z ZSRR. Na tych samych igrzyskach była ósma w biegach na 1000 i 3000 m oraz jedenasta na 1500 m. Na rozgrywanych cztery lata później igrzyskach olimpijskich w Innsbrucku jej najlepszym wynikiem było czwarte miejsce w biegu na 500 m. W walce o podium lepsza okazała się Tatjana Sidorowa z ZSRR. Brała także udział w igrzyskach w Grenoble w 1968 roku, zajmując między innymi siódme miejsce na 500 m i dziesiąte na dystansie 3000 m. Nigdy nie zdobyła medalu mistrzostw świata, jej najlepszym wynikiem było dziesiąte miejsce wywalczone podczas wielobojowych mistrzostw świata w Imatra w 1962 roku i rozgrywanych rok później wielobojowych mistrzostw świata w Karuizawie.